# Marché de Fond Tié-Tié
 (mai 2025).
Le marché Fond Tié-Tié encore appelé marché de liberté est situé entre l'arrondissement 3 Tié-Tié et l'arrondissement 6 Ngoyo de Pointe-Noire, en République du Congo.

## Histoire
Le marché Fond Tié-Tié encore appelé marché de liberté, est situé entre l'arrondissement 3 Tié-Tié et l'arrondissement 6 Ngoyo, séparés par une voie ferrée. Ce marché est l'un des plus grands de la ville et attire une grande diversité de personnes.
Le marché est délocalisé à plusieurs reprises par les autorités municipales en raison de sa proximité avec les rails du chemin de fer, ce qui présente un danger pour les vendeurs et les clients. Malgré les efforts pour déplacer le marché vers des sites plus sûrs, les vendeurs continuent de revenir à leur emplacement d'origine. 